# Кёстнер, Лоренц-Гюнтер
Лоренц-Гюнтер Кёстнер (нем. Lorenz-Günther Köstner; род. 30 января 1952, Валленфельс, Кронах) — западногерманский футболист, немецкий футбольный тренер.

## Карьера игрока
За всю свою карьеру Кёстнер сыграл в 91 матче за клубы Высшей лиги и в 86 матчах за клубы из второго дивизиона. В 1975 году, играя за «Боруссию» (Мёнхенгладбах), он стал чемпионом Германии и обладателем Кубка УЕФА.
Завершил карьеру профессионального футболиста в 1981 году в «Арминии» (Билефельд).

## Карьера тренера
Тренерская карьера Кёстнера началась в сезоне 1981/82. Тогда он тренировал футбольный клуб «Бавария» Хоф.
В сезонах 1986/87 и 1987/88 он работал в клубе «Ройтлинген 05», прежде чем стать тренером в профессиональных клубах. В июле 1989 года Кёстнер перешёл во «Фрайбург», но ушёл оттуда уже через месяц, а в сентябре он уже стал тренером «Гессен-Касселя», который покинул в конце сезона 1989/90.
В 1990 году Кёстнер стал помощником главного тренера «Штутгарта» Кристофа Даума, с которым в 1992 году он стал чемпионом Германии. После своего ухода оттуда Кёстнер решил не уезжать из Штутгарта и стал тренером местного клуба «Штутгартер Киккерс».
В 1994 году Кёстнер покинул «Штутгартер Киккерс» и перешёл в «Унтерхахинг», который он тренировал семь лет, с небольшим перерывом в сезоне 1997/98, когда он тренировал «Кёльн». Под его руководством «Унтерхахинг» сумел пробиться в первую Бундеслигу и даже занять там 10 место. Но уже в сезоне 2000/01 клуб вновь вылетел во вторую лигу, и 13 сентября 2001 года Кёстнер был уволен.
С 1 октября 2002 по 20 декабря 2004 Кёстнер тренировал «Карлсруэ», который находился тогда во второй Бундеслиге. 24 декабря 2005 года он сменил Ханси Флика на посту главного тренера «Хоффенхайма», но уже в мае следующего года Кёстнер отдал своё место Ральфу Рангнику.
22 декабря 2008 года было объявлено, что вторую половину сезона 2008/09 вместо Бернда Холлербаха резервистов «Вольфсбурга» тренировать будет Лоренц-Гюнтер Кёстнер. Позже его контракт был продлён до конца сезона 2009/10.
25 января 2010 года Кёстнер был назначен временно исполняющим обязанности главного тренера основной команды «Вольфсбурга», вместо Армина Фе. При руководстве Кёстнера «Вольфсбург» поднялся с 11 на 8 место в турнирной таблице и дошёл до 1/4 финала Лиги Европы 2009/10. Тем не менее после окончания сезона 2009/10 у «Вольфсбурга» вновь сменился главный тренер: место Кёстнера занял англичанин Стив Макларен.
С начала 2014 года принял дюссельдорфскую «Фортуну», подписав контракт до конца сезона 2014/15, однако поработал с командой всего полгода. С марта он находился на больничном, а исполнял обязанности тренер вратарей Оливер Рек.

## Достижения

### Игрока
- Кубок УЕФА в 1975 году с «Боруссией» (Мёнхенгладбах)
- Чемпион Германии в 1975 году с «Боруссией» (Мёнхенгладбах)

### Помощника тренера
- Чемпион Германии в 1992 году со «Штутгартом»

### Тренера
- Выход в первую Бундеслигу в 1999 году с «Унтерхахингом»
- 10-е место в Бундеслиге с «Унтерхахингом» в 2000 году